# تپه شهر سوخته ۹۶
تپه شهر سوخته شماره ۹۶ مربوط به هزاره سوم و ۲ قم است و در شهرستان زابل، بخش شیب آب، روستای حومه شهر سوخته واقع شده و این اثر در تاریخ ۳۰ تیر ۱۳۸۴ با شمارهٔ ثبت ۱۲۱۴۶ به‌عنوان یکی از آثار ملی ایران به ثبت رسیده است.